# عبد الحق أمغار
عبد الحق أمغار (مواليد سنة 16 يوليو 1965، الحسيمة) هو رئيس الفريق الاشتراكي بمجلس إقليم الحسيمة. وهو أيضا الرئيس المدير العام لشركة (Alimani) للمنتجات الغذائية.